# 全棟寺
全棟寺（ぜんとうじ）は、埼玉県川口市にある浄土宗の寺院。

## 歴史
1473年（文明5年）、大河彦右衛門の開基である。彦右衛門は大和国出身で後に当地の名主になっている。その後、太田輝資によって中興されている。
江戸時代には、幕府より寺領5石が与えられた。また大河家より徳川家康の側室となった「お京殿」を輩出している。そういう経緯から、家康・秀忠・家光の三代にわたり、鷹狩等で当寺に立ち寄っている。当寺にはお京殿の宝篋印塔がある。

## 交通アクセス
- 路線バス東中学校南停留所より徒歩7分。